# Lommerbergen
De Lommerbergen is een natuurgebied in de Nederlandse gemeente Beesel in Nederlands Limburg. Het gebied bestaat voornamelijk uit bos.

## Geografie
Het bos ligt op de oostoever van de Maas tussen de dorpen Reuver in het noordoosten en Beesel in het zuidwesten. Ten westen van het gebied mondt de Huilbeek uit in de Maas.
Het gebied kenmerkt zich door een lange rij stuifduinen die ook ten noorden en zuiden van het gebied door de wind zijn opgeworpen.

## Geschiedenis
Vanaf het einde van de 11e eeuw tot het midden van de 13e eeuw bevond zich hier een kleine nederzetting.
In de 17e eeuw werd er aan de noordrand van het gebied de Lommerschans opgeworpen.
In 1968 werd het bungalowpark De Lommerbergen geopend in het noordelijke deel van het gebied.